# Teatro Nicola degli Angeli
Il Teatro Nicola degli Angeli si trova all'interno del Palazzo comunale di Montelupone, nelle Marche.  

## Storia
L'Ottocento è interessato da una profonda diffusione del melodramma in Italia, soprattutto nelle Marche, sia tra i nobili che tra il popolo. Per questa ragione la società ha sempre più bisogno di spazi più vasti e adatti alla nuova forma teatrale. Nel corso del secolo si susseguono vari cantieri per la realizzazione di nuovi teatri comunali, in alcuni casi si restaurano i teatri preesistenti, anche se spesso ne vengono costruiti di nuovi perché i vecchi risultano inadeguati o sono stati distrutti da incendi.  
A Montelupone, nella seconda metà del XIX secolo, viene costruito il nuovo Palazzo Comunale che andrà a sostituire il vecchio Palazzo del Podestà, ormai inadatto ad ospitare le funzioni amministrative e di rappresentanza della Municipalità. Così nel 1863 viene realizzato un edificio del tutto nuovo: il piano superiore contiene gli uffici comunali, dietro a questo ambiente si trova uno spazio vuoto di forma rettangolare destinato ad ospitare il teatro.   
Successivamente il conte Alessandro Tomassini Barbarossa fa intervenire nella costruzione del palazzo l'architetto Ireneo Aleandri. Egli si occupa del portico e del prospetto principale e termina quest'incarico tra il 1865-68. Per di più il conte riesce ad ottenere da Aleandri anche il progetto del teatro, che verrà edificato all'interno del palazzo comunale. Nel frattempo si è costituita la "Società di Condomini o Palchettisti", un'associazione che sostiene economicamente una parte delle spese per la costruzione del teatro.  
Il progetto di Ireneo Aleandri
Nel 1869 Aleandri presenta all'Amministrazione Comunale, un progetto con influenze palladiane nella platea risolta con una gradinata semicircolare e nell'adozione dell'ordine gigante nella scansione dei due ordini di palchi; inoltre il progetto mostra la pianta a ferro di cavallo compresa in un quadrato di 15x15 metri, la platea libera di 12x12 metri, e sviluppa due ordini di 14 palchi al primo e 15 al secondo. Infine la scansione verticale dell'ordine gigante si conclude con una volta ribassata e lunettata da 11 grandi spicchi, che scompaiono dietro il loggione. Purtroppo questo progetto non venne realizzato, a causa di problemi economici e per l'avanzata età dell'architetto, ma anche per il fatto che il conte Tomassini Barbarossa si trasferisce a Macerata. Per dieci anni non si trova una soluzione per il problema del nuovo teatro.    
Alcuni degli elementi ideati da Aleandri orienteranno poi Giuseppe Sabbatini, ingegnere e architetto che eseguirà il progetto del nuovo teatro nel 1884.   
Il progetto di Giuseppe Sabbatini

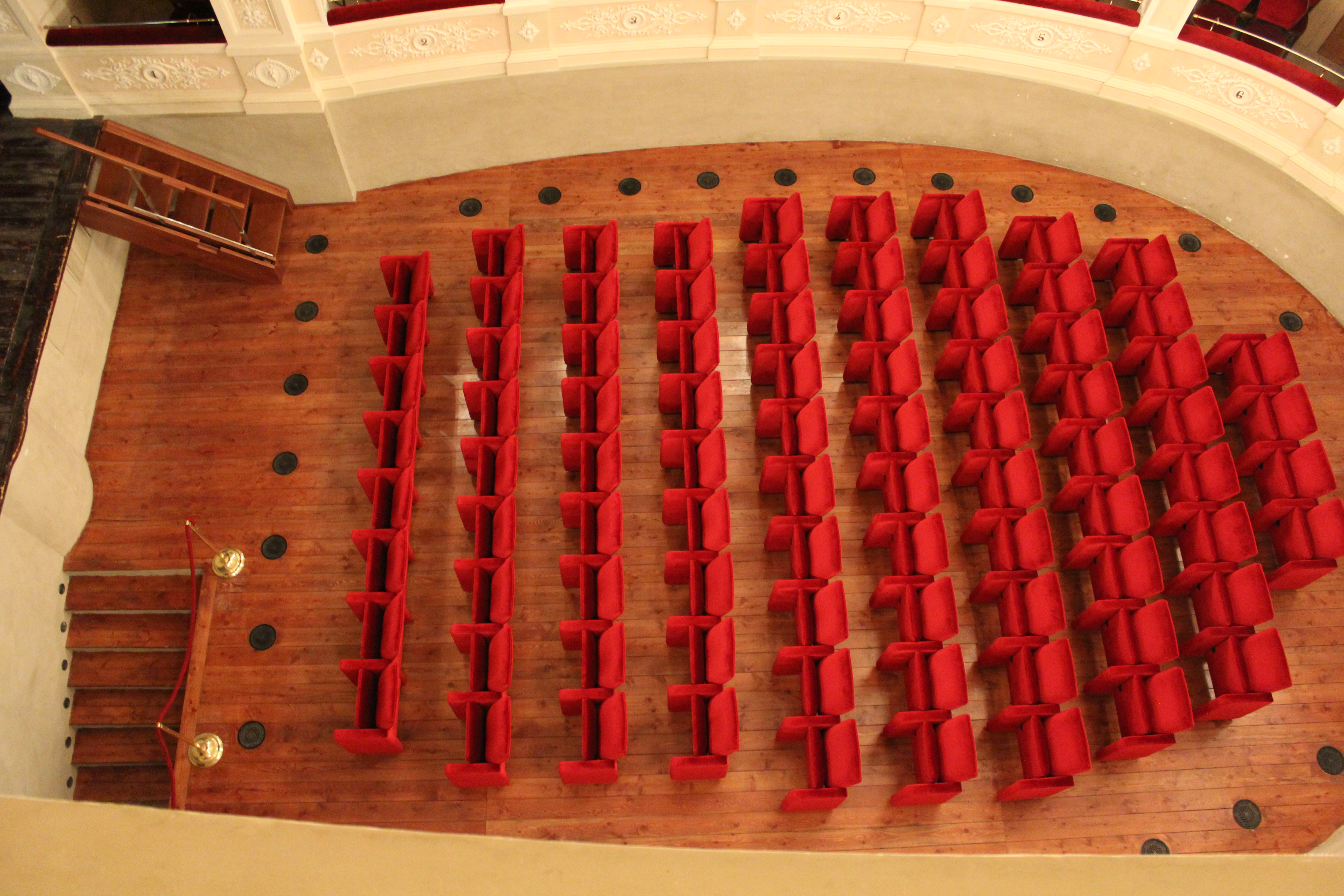
Platea con poltrone, teatro Nicola degli Angeli

Questo nuovo progetto mostra il teatro in forme neoclassiche con due ordini di 15 palchi ed un coronamento balaustrato di evidente impronta palladiana. Presenta una pianta a ferro di cavallo molto allungata, quasi ellittica; la verticalità è molto accentuata, grazie a una partitura decisa degli ordini architettonici, pilastro attico e colonna corinzia, soprattutto la balconata continua sul loggione. Ci sono delle differenze rispetto al disegno aleandriano, come la scelta di occupare una porzione diversa del Palazzo Comunale: l'architetto inserisce il suo progetto uno sviluppo rettangolare 32x34 metri occupando una superficie di 450 mq. Sabbatini capitalizza meno la superficie ottenendo come risultato, per via della forma ellittica, una platea di 80 mq; nonostante ciò inserisce un palcoscenico più profondo di un metro e un foyer più articolato e ampio.   
Quindi lo schema di Sabbatini riprende in parte elementi aleandriani e lo sviluppa con due ordini di palchi scanditi al primo ordine da pilastri quadrati con capitello attico modificato, al secondo ordine da colonne corinzie, il tutto coronato da una balaustra, che fa anche da parapetto del loggione. L'insieme dei palchi presenta un prospetto continuo e concluso, anche per effetto della volta affrescata che non appare collegata ai palchi. Si può notare come la volta, molto ribassata, scompare dietro la balaustra del loggione raccordandosi alla muratura perimetrale, lasciando che l'intero prospetto della sala si contraddistingua dall'ambiente di scena.  
La fabbrica del teatro

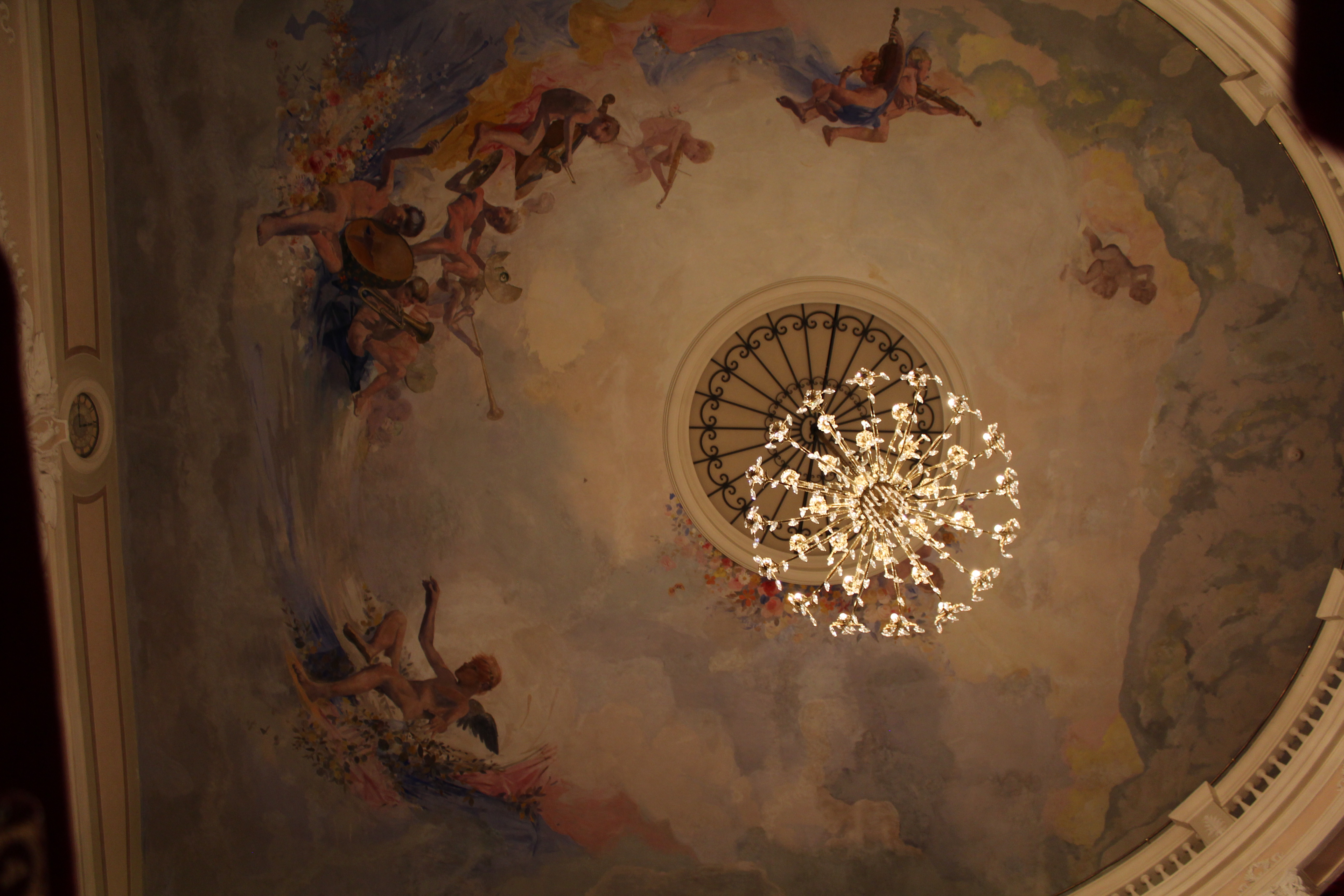
Soffitto teatro Nicola degli Angeli (Montelupone)

Il progetto viene approvato il 20 marzo 1884 e lavori sono affidati al mastro muratore Marone Fioretti di Civitanova Marche. Prima però di iniziare i lavori di muratura, egli deve occuparsi del tetto, operando un rinforzo radicale dei cavalli del tetto della sala teatrale, indispensabile per sostenere al meglio il soffitto. Le opere sono complesse ma si concludono in due anni, cioè fino alla metà del 1886. Terminano i lavori lignei e di arredo nel 1888, invece i lavori delle macchine da scena e delle decorazioni si prolungano più del necessario.
Le decorazioni pittoriche
I lavori decorativi sono affidati a Domenico Ferri e Giovanni Picca, di Ascoli Piceno. Il primo inizia a lavorare già nel 1886 e affresca la volta della sala principale con figure allegoriche di putti e adolescenti musicanti. Le altre decorazioni sono lasciate a Picca, che però esegue le pitture con lentezza e poco interesse. Il motivo è probabilmente dovuto al suo impegno nel crearsi una personalità artistica, infatti svolge altri lavori in varie città del territorio. Ferri scrive più volte al sindaco e Sabbatini per finire le dorature, così può procedere con la pittura. Ci sono nel frattempo dei problemi per cui i lavori procedono a rilento, ma alla fine Ferri riesce a portare a termine la pittura della volta entro il 1887. Inoltre Sabbatini interviene scrivendo al sindaco, in quanto restavano da decorare i palchi al completo, cornici e parapetti. Queste controversie e i ritardi dipendono anche da motivi economici, in effetti le spese superarono ciò che si era previsto. Dopo aver declinato l'incarico, nel 1888, Domenico Ferri declina l'incarico conclusivo delle decorazioni e quindi vengono completate da Giovanni Picca. Le decorazioni vengono collaudate nel 1894. 
La scenografia e la conclusione dei lavori

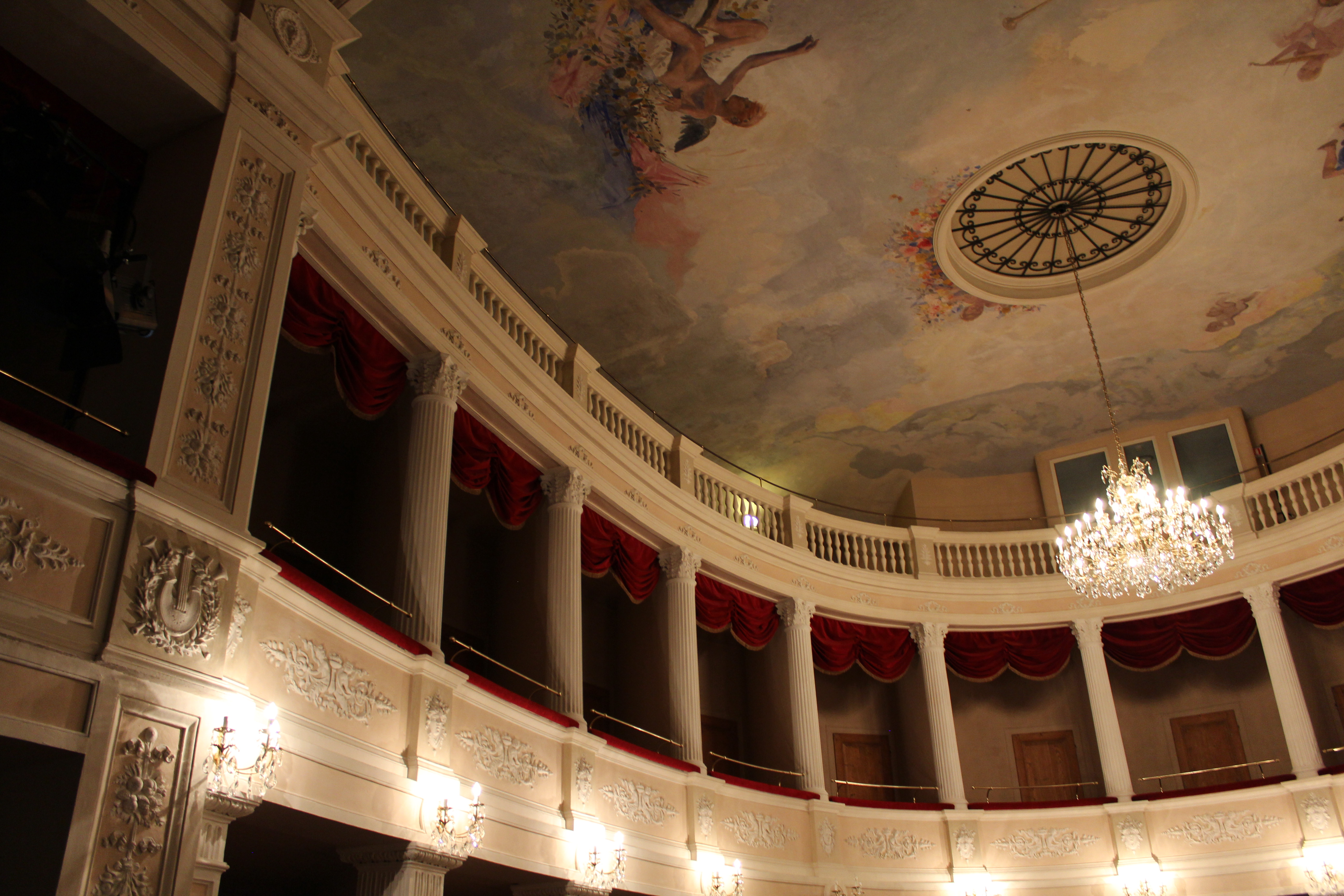
Secondo piano palchetti e loggione, Teatro Nicola degli Angeli (Montelupone)

Il macchinista Andrea Ferrari di Ascoli Piceno si occupa dei macchinari scenici, i lavori iniziano nel 1887 e terminano in sette mesi; invece Giovanni Picca lavora alle scenografie e comprende anche i ridò dei palchi, dipinti ad olio color lacca rossa con doratura ai bordi, gli otto fondali e i teloni. 
Ormai alla fine del 1888 il teatro è concluso e l'inaugurazione avviene nel dicembre del 1896. Nel 1996 l'amministrazione comunale decide, dopo anni di abbandono, di restaurare l'opera architettonica.